# Sanders (Kentucky)
Sanders é uma cidade localizada no estado americano de Kentucky, no Condado de Carroll.

## Demografia
Segundo o censo americano de 2000, a sua população era de 246 habitantes.
Em 2006, foi estimada uma população de 256, um aumento de 10 (4.1%).

## Geografia
De acordo com o United States Census Bureau tem uma área de
0,8 km², dos quais 0,8 km² cobertos por terra e 0,0 km² cobertos por água. Sanders localiza-se a aproximadamente 148 m acima do nível do mar.

## Localidades na vizinhança
O diagrama seguinte representa as localidades num raio de 16 km ao redor de Sanders.